# Hundsjön (Rådmansö socken, Uppland)
Hundsjön är en sjö i Norrtälje kommun i Uppland och ingår i Norrtäljeån-Åkerströms kustområde. Sjön har en area på 0,0604 kvadratkilometer och ligger 2,7 meter över havet.

## Delavrinningsområde
Hundsjön ingår i det delavrinningsområde (662754-167645) som SMHI kallar för Rinner mot Åkeröfjärden. Medelhöjden är 10 meter över havet och ytan är 2,22 kvadratkilometer. Det finns inga avrinningsområden uppströms utan avrinningsområdet är högsta punkten. Avrinningsområdets utflöde mynnar i havet, utan att ha någon enskild mynningsplats. Avrinningsområdet består mestadels av skog (58 procent), öppen mark (24 procent) och jordbruk (16 procent). Avrinningsområdet har 0,07 kvadratkilometer vattenytor vilket ger det en sjöprocent på 3 procent.